# Пол Харис
Пол Перси Харис (енгл. Paul Percy Harris; Расин, 19. април 1868 — Чикаго, 27. јануар 1947) је био адвокат из Чикага, који је 1905. године основао Ротари клуб.

## Биографија
Харис је рођен у Расину, Висконсин. Његов отац је био Џорџ Харис, а мајка Каролина Харис и био је њихово друго дете. Када је имао 3 године, његова породица је имала финансијских проблема и Пол се преселио са рођацима у Вермонт, да живи са својом баком и деком, Хаурдом и Памелом Харис. Док је живео у Вермонту, похађао је чувену Блек Ривер академију у Лудлову, али је убрзо избачен. У својој средњој школи у Рутланду је био познат као шаљивџија. Након средње школе је похађао Универзитет у Вермонту, али је 1886 избачен са факултета. Током јесени 1887. је ишао на Универзитет Принстон. Због смрти свог деде у пролећу 1888. године се није вратио у школу следеће јесени. Харис се убрзо преселио у Де Мојн у Ајови, где је шегртовао у локалној адвокатској фирми. Након завршетка занат, студирао је право на Универзитету у Ајови. Дипломирао је право у јуну 1891. године. Током наредних пет година је радио за једне новине као продавац и новинар, на фармама воћа, као глумац и каубој, и на сточним бродовима који су путовали у Европу . Године 1896. се преселио у Чикаго, где је живео до своје смрти 1947. године.
Почео је своју адвокатску каријеру 1896. године у Чикагу у главном пословном дистрикту. Он ће се бавити тим послом наредних четрдесет година. Након оснивања адвокатске канцеларију, Харис је почео да размишља о оснивању друштва за пословне и професионалне људе. Харис ће 1905. организовати први Ротари клуб, са три клијента и локална привредника. Почетни циљ му је био само да се створи клуб стручних и пословних људи, за пријатељство и дружење. Харис је убрзо схвато да је Ротарију потребна већа сврха. Када је изабран као трећи председник Ротари клуба Чикаго, 1907. године, клуб је покренуо свој први хуманитарни пројекат, изградњу јавних тоалета у Чикагу. Харис је имао велике амбиције за раст Ротарија и клуб је нагло порастао, отварали су се клубови по целом САД-у, па по Европи. До 1910. године, 15 нових клубови су настала у великим градовима. Тог августа, постојећих 16 Ротари клубова су одржала државну конвенцију у Чикагу.  За свој рад са Ротари клубом, Харис ће добити награде од бројних влада.
У јулу 1910. године, Харис је оженио Џин Томас, коју је срео у локалном клубу природе. Џин је путовала свуда са њим, у знак подршке Ротарија. Она је помогла да жене постану важан део Ротарија, што је на крају довело до тога да се жене примају као чланови клуба. Пар никада није имао деце.

### Смрт
У свом каснијем животу, Харис је све мање имао учешћа у Ротари клубу и његовој правној пракси. Он је често проводио зиме у Алабами са супругом. Почетком 1946. године, док је био на одмору са супругом у Алабами, Харис се разболео. Вратио се у Чикаго, али се никада у потпуности опоравио. Умро је 27. јануара 1947. у својој 78. години.

## Наследство

### Ротари Интернационал
До Харисове смрти, Ротари Интернационал је имао више од 200.000 чланова у 75 држава. Данас Ротари Интернационал има 1,2 милиона чланова у скоро свим државама.
Мото Ротари Интернатионал је "Service Above Self", или у преводу, „Несебично служити“. 

### Пол Харис Сарадник
Појединац који донира више од 1000$ годишње, се сматра Пол Харис Сарадником. Осим тога, поједини Ротари клубови могу с времена на време части појединаца овом титулом. Ови лауреати су појединци који испуњавају високе професионалне и личне стандарде које је поставо Харис лично. 
Пол Харис Сарадник добија посебну потврду и златну значку. Клуб може одлучити да додели и знатну медаљу, на плаво-златној траци.

### Пол Харис Друштво
Пол Харис Друштво је посебан програм Ротари клуба. Чланови друштва донирају 1000$ сваке године, за годишњи програм и добијају значку приказану на слици.